# Domy tkaczy w Międzylesiu
Domy Tkaczy – dwa pozostałe z zespołu siedmiu drewniano–murowanych domów w Międzylesiu.

## Położenie
Domy tkaczy znajdują się w Międzylesiu przy ul. Sobieskiego, w woj. dolnośląskim, w powiecie kłodzkim.

## Historia
Należały one do zespół domów tkaczy, nazywanych Siedmioma Braćmi, który powstał pod koniec XVIII wieku. Niegdyś w domkach mieściły się pomieszczenia mieszkalne i warsztaty tkaczy produkujących płótna i sukna w oparciu o uprawiany w okolicy len. Na początku XX wieku zespół liczył siedem domków. Przed II wojną światową stanowiły minimuzeum regionalne. Eksponowano w nich wnętrza chałupniczych warsztatów tkackich. Pięć domków z zespołu pomimo remontów zostało rozebranych w latach 70. XX wieku. 

## Architektura
Zespół stanowiły drewniano-murowane parterowe domki o ostrych dachach z podcieniami od strony ulicy, z dwupoziomowymi poddaszami mieszkalno-usługowymi o konstrukcji zrębowej, wzmocnionej przez ustawienie przy ścianach od strony zewnętrznej drewnianych słupów. Pozostałe dwa ostatnie domy ustawione szczytowo, z oszalowanymi szczytami i dachami krytymi gontem częściowo zrekonstruowano, zachowując w przyziemiu podcienia, na drewnianych, zmieczowanych słupkach oraz skromne portale i okna w opaskach.

## Galeria

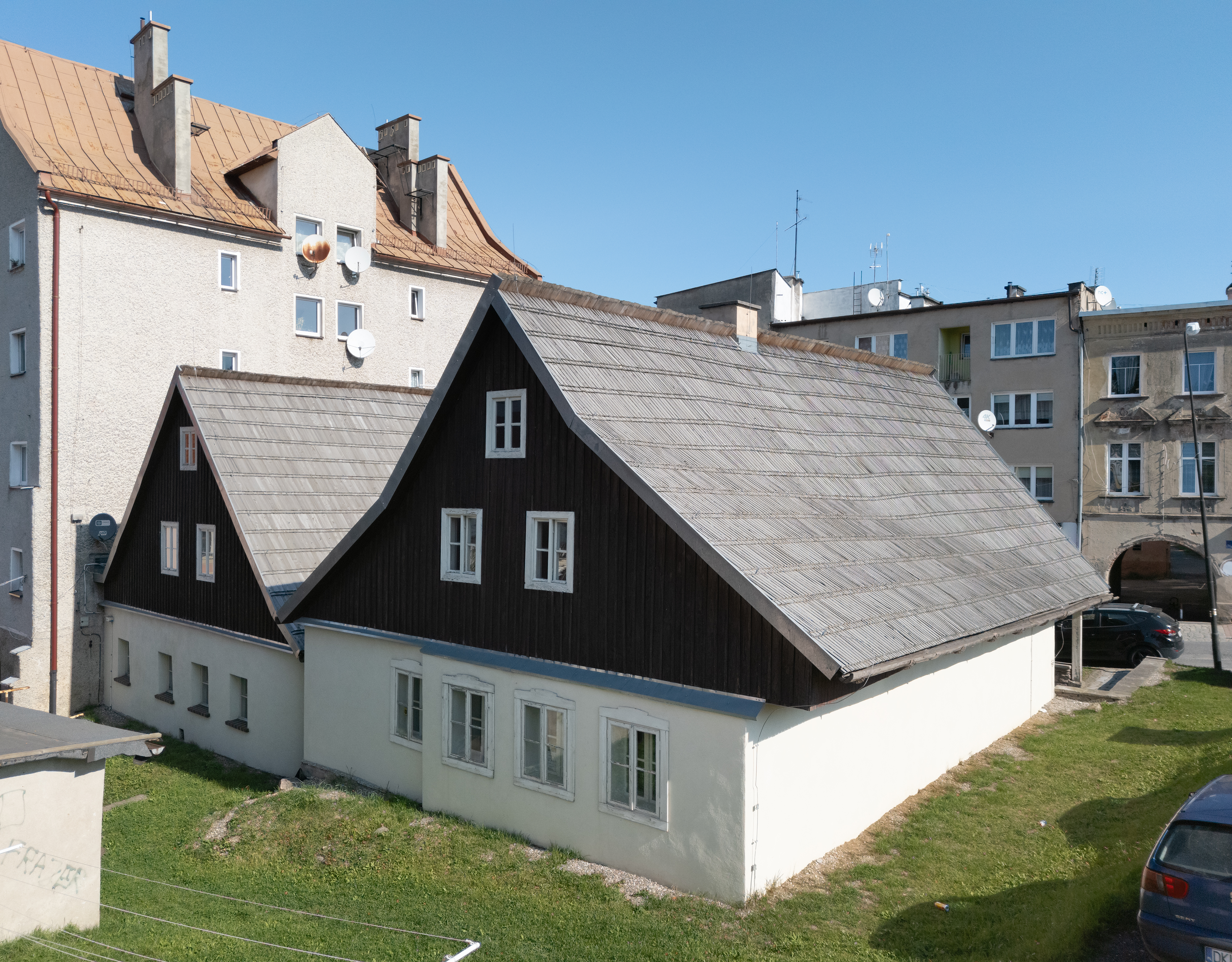
Widok od południa
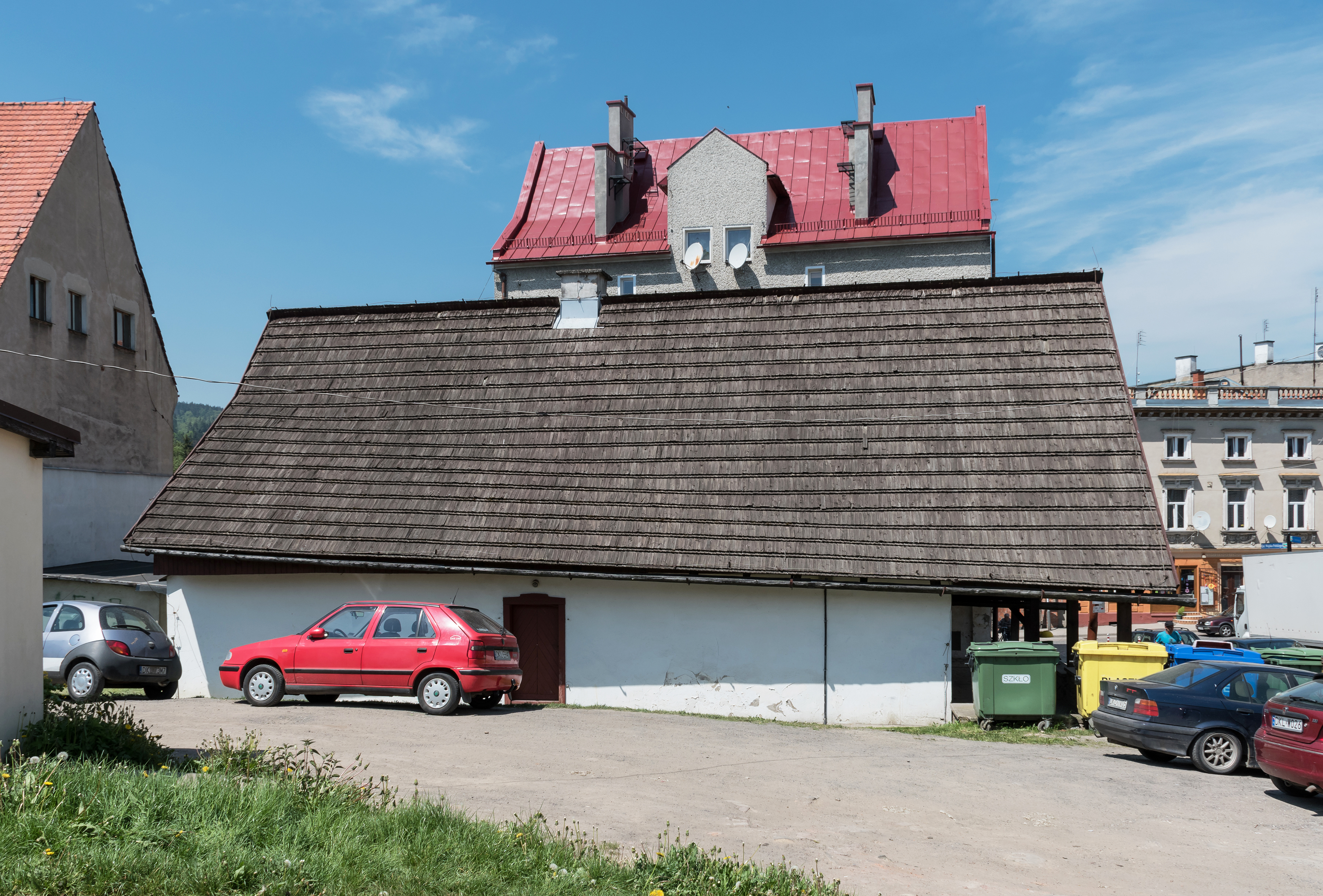
Widok od południowego wschodu
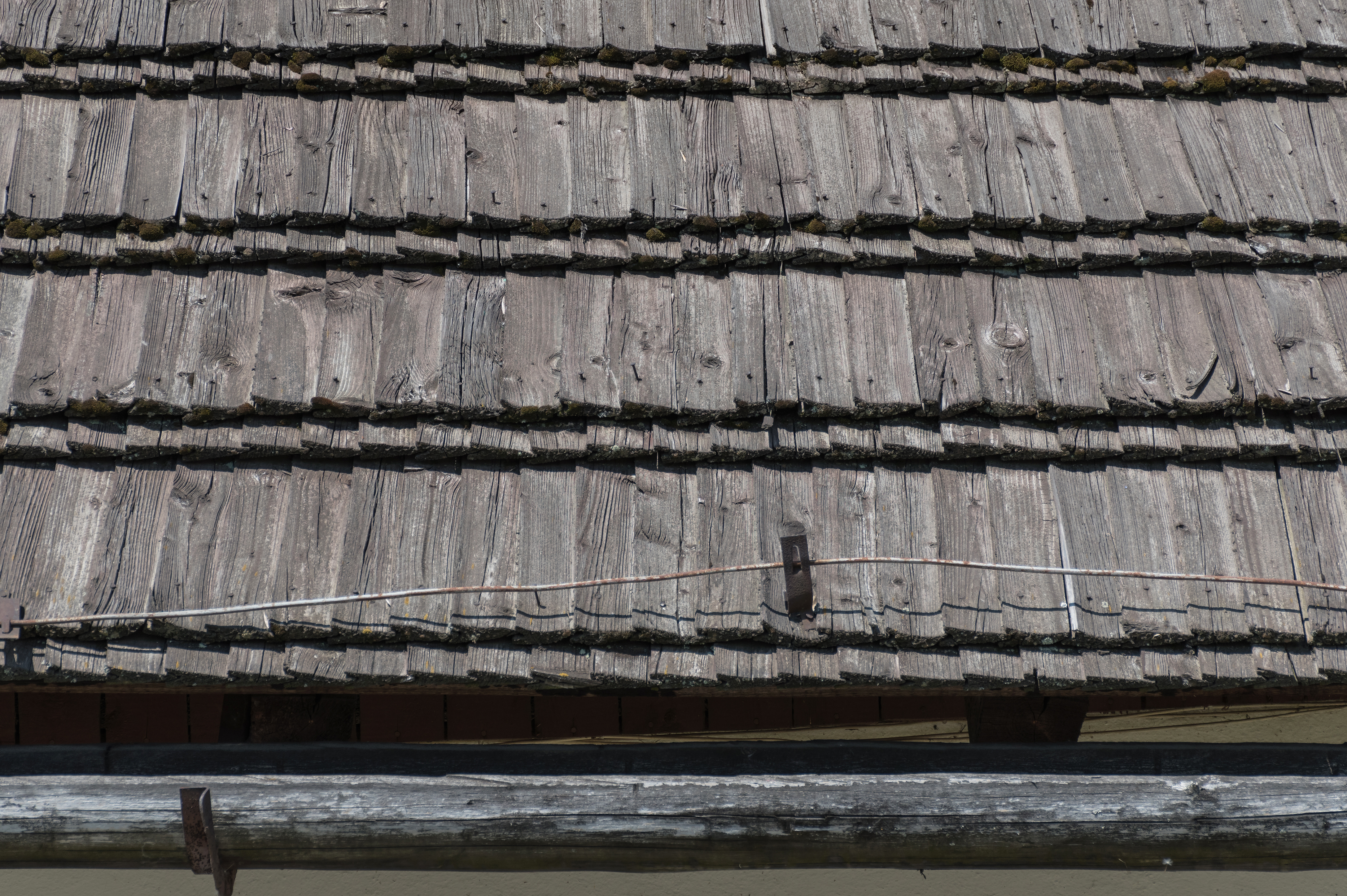
Fragment dachu krytego gontem